# 斯塔尼薩·曼迪奇
斯塔尼薩·曼迪奇（1995年1月27日—）是一位塞爾維亞足球運動員。在場上的位置是前鋒。他現在效力於斯洛文尼亞足球甲級聯賽球隊梅拿足球學校。他也代表塞爾維亞各級國青隊參賽。